# Slim Riahi
Pour les articles homonymes, voir Riahi.
Slim Riahi (arabe : سليم الرياحي), né le 13 juillet 1972 à Bizerte, est un homme d'affaires et homme politique tunisien. Il est le fondateur et président de l'Union patriotique libre (UPL) ; il préside également le Club africain de 2012 à 2017.

## Biographie

### Jeunesse
En 1980, sa famille s'exile en Libye car son père, un nationaliste arabe, est opposé au président Habib Bourguiba, puis à son successeur Zine el-Abidine Ben Ali. Slim Riahi grandit donc en Libye, où il étudie le management à l'université Al Fateh de Tripoli. Par la suite, il se lance dans la production pétrolière, l'énergie, l'aviation et l'immobilier, ce qui lui permet de bâtir sa fortune. Il s'installe ensuite à Londres, où il acquiert la nationalité britannique.

### Entrée en politique
Revenu en Tunisie après la révolution de 2011, il fonde un parti politique, l'UPL, qui présente un programme moderne et économiquement libéral, se positionnant au centre du spectre politique. Le parti fait toutefois l'objet de controverses pour son mélange des intérêts politiques et économiques, sa coûteuse campagne et ses ressources financières d'origine trouble,. En août 2011, Riahi annonce son intention de se lancer dans le secteur des médias en acquérant 20 % des parts du groupe de presse Dar Assabah.
Il présente sa candidature à l'élection présidentielle de 2014 en tant que candidat de l'UPL. À l'issue du premier tour, il termine cinquième avec 5,55 % des voix.

### Rôle sportif
Slim Riahi dépose par ailleurs sa candidature à la présidence du Club africain le 9 juin 2012, présentant par la même occasion les grandes lignes de son programme aux médias et annonçant définitivement sa liste pour les élections du comité directeur. Seul à avoir présenté sa candidature, il est élu le 16 juin.
Le 1er novembre 2017, il annonce sa démission de la présidence du club en raison de sa situation judiciaire.

### Affaires judiciaires
Le 28 juin 2017, un juge d'instruction au sein du pôle judiciaire, économique et financier décide le gel de ses avoirs basé sur des soupçons de corruption et de blanchiment d'argent. Riahi indique pour sa part être victime d'un chantage et estime que la campagne anticorruption du gouvernement est « une opération sélective ». Le 9 octobre, il est condamné à cinq ans de prison par le tribunal de première instance de Tunis, dans le cadre du non paiement des intérêts et d'une amende dans le cadre d'une affaire de chèques sans provision au cours de laquelle il avait écopé de 25 ans de prison dans un premier temps, peine réduite par la suite. Après s'être présenté au tribunal de première instance de Tunis avec des preuves du remboursement des dettes et des sommes qu'il doit, le tribunal annule toutes les poursuites engagées contre lui le 17 octobre.
Le 6 février 2019, le tribunal de première instance de Tunis le condamne à cinq ans de prison ferme assortie d'une amende de 180 000 dinars pour chèque sans provision. Le 17 avril, la cour d'appel de Tunis émet un mandat de dépôt à son encontre pour des soupçons de blanchiment d'argent ; la chambre criminelle du pôle judiciaire et financier le condamne le 12 décembre à onze ans de prison par contumace alors que Riahi se trouve en Europe.

### Démission et retour en politique
Le 27 décembre 2017, il annonce qu'il démissionne de son poste de président de l'Union patriotique libre pour se concentrer sur ses soucis avec la justice et les affaires dans lesquelles il est impliqué. Il annonce également qu'il souhaite que ce soit son adjointe Samira Chaouachi qui prenne la relève et assure l'interim jusqu'à la tenue du congrès national du parti, une proposition qu'elle refuse,. De plus, les membres du parti n'acceptent pas cette démission,.
Le 28 août 2018, ce dernier annonce son retour sur la scène politique, estimant que « son innocence a été prouvée » dans les affaires qui le concernent et annonçant qu'il reprend son poste à la présidence de l'Union patriotique libre,. Le 14 octobre, il annonce la fusion de son parti avec Nidaa Tounes.
En novembre 2018, Slim Riahi accuse le chef du gouvernement Youssef Chahed et le directeur général de la garde présidentielle de « complot contre la sécurité intérieure de l’État » et porte plainte auprès du tribunal militaire permanent de première instance de Tunis,. En décembre de la même année, cette plainte est classée sans suite par le procureur général de la direction de la justice militaire faute de preuve,.
En février 2019, Slim Riahi annonce qu'il démissionne de son poste de secrétaire général de Nidaa Tounes.
Le 13 septembre de la même année, candidat à l'élection présidentielle, il se retire au profit d'Abdelkrim Zbidi.